# Guayanilla
Guayanilla és un municipi de Puerto Rico situat a la costa sud de l'illa, també conegut amb el nom de Tierra de Agüeybaná, Los Corre En Yegua i La Villa de los Pescadores. Confina al nord amb Adjuntas; a l'est amb Peñuelas; al sud amb el Mar Carib; i a l'oest amb el municipio de Yauco. Forma part de l'Àrea metropolitana de Yauco.
El municipi està dividit en 16 barris: Guayanilla Pueblo, Barrero, Boca, Cedro, Consejo, Indios, Jagua-Pasto, Jaguas, Llano, Macaná, Magas, Plata, Quebrada Honda, Quebradas, Rufina i Sierra Baja.

## Galeria

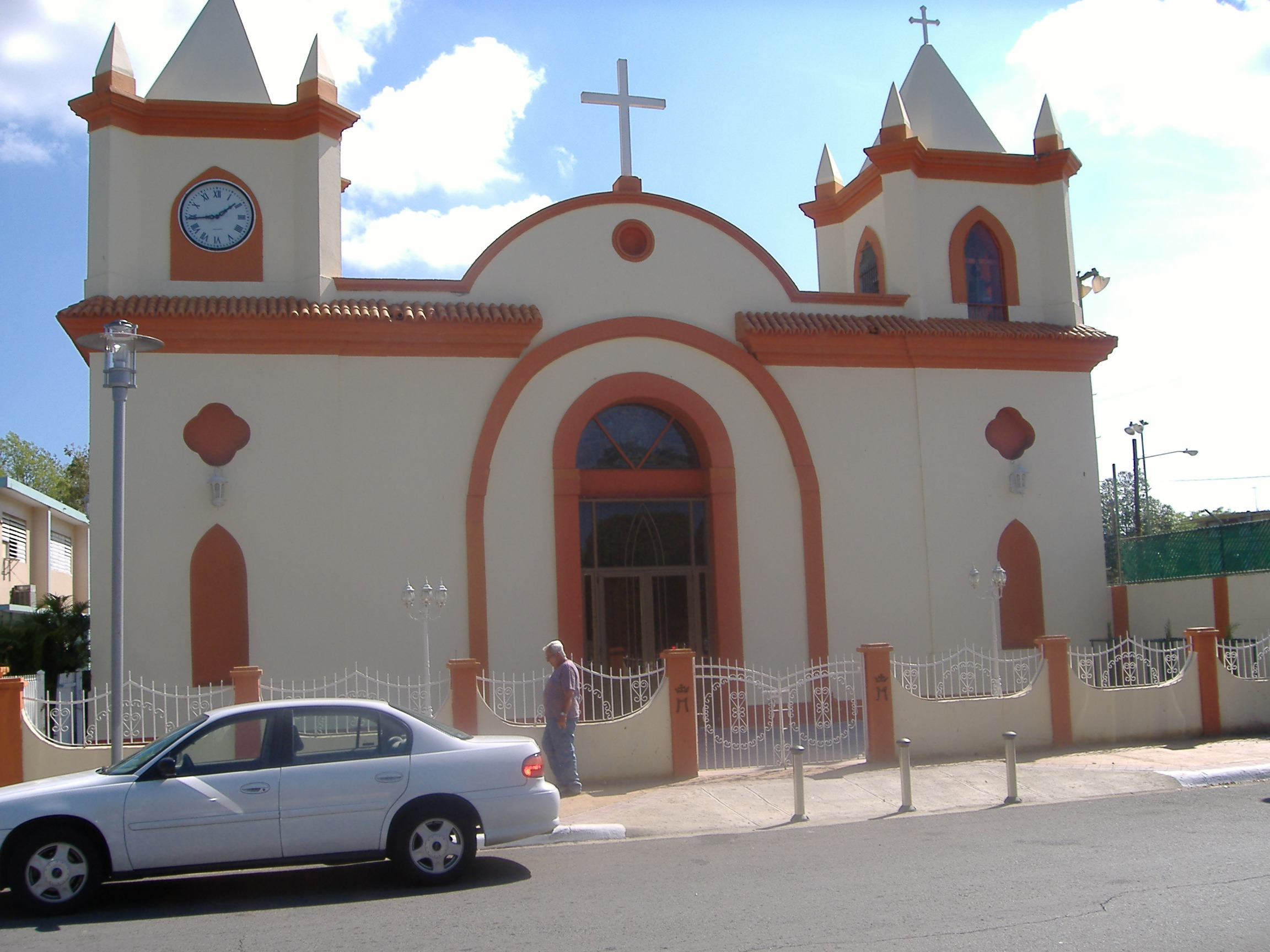
Església a la plaça de Guayanilla
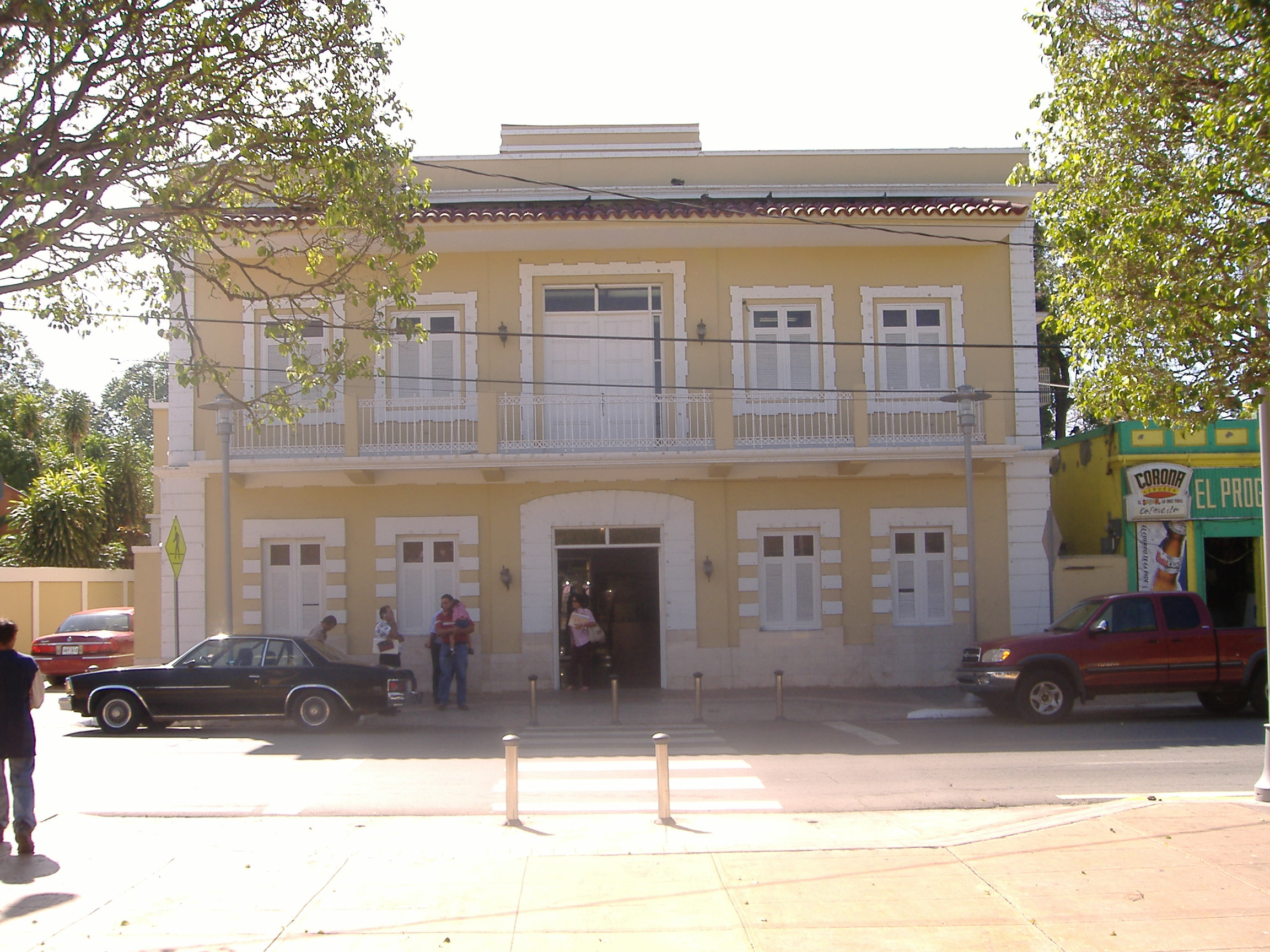
Ajuntament de Guayanilla